# طلب

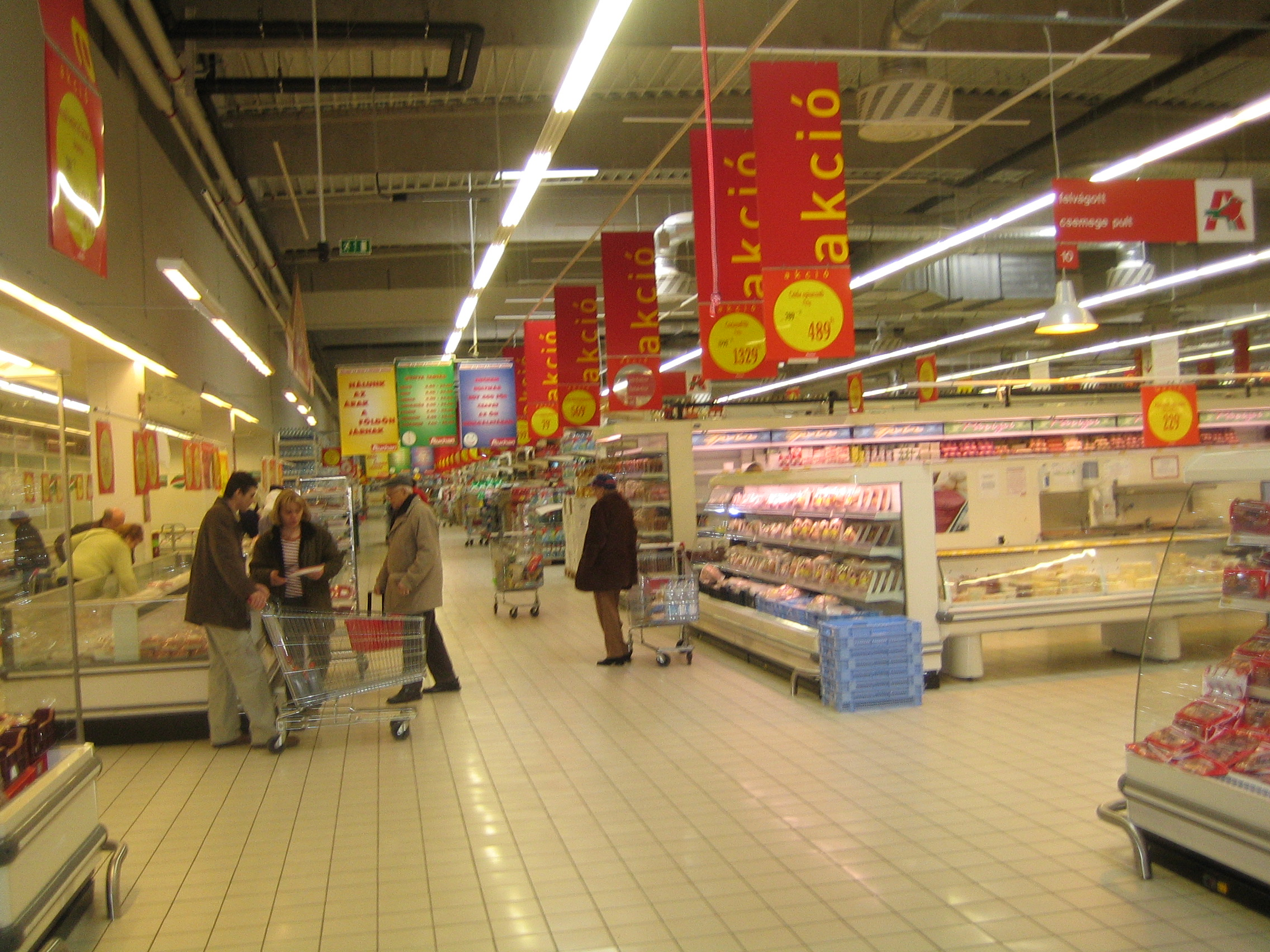

في الاقتصاد، الطلب (بالإنجليزية: Demand)‏، مجموع الكميّة المراد استهلاكُها من قِبل المستهلكين للخدمات والبضائع خلال فترة زمنية معينة بالتزامن مع ثباتِ مدى تأثير العوامل المؤثرة في الاستهلاك، كما يمكن تعريف الطلب بأنّه تلك الرغبة المؤكدة لدى المستهلك في شراء منتج ما، وتعزيز القدرة الشرائية لدى المؤسّساتٍ سعياً للحصول على كميّةٍ معيّنة من السلع عندَ بلوغِها سعر ما خلال فترةٍ زمنيةٍ معينة.
من أبرز العوامل المؤثرة في الاستهلاك في فرضية الطلب، الدخل للفرد، مدى توفر البدائلَ للبضاعة المطلوبة من قبل المستهلكين ومكملاتها، بالإضافة إلى أنّ حجم السوق الفعال يؤثر بذلك بشكل كبير، كما يلعب توزيع الدخل بين أفراد المجتمع دوراً في ذلك، والتركيبة الديموغرافية، والعوامل الموسميّة، والتنبؤات المستقبليّة ضمن حالةٍ معينة.